# 瀧沢千秋
瀧沢 千秋（たきざわ ちあき、10月2日 - ）は、日本の女性声優、俳優。群馬県出身。
ぐるーぷ・インパクト、劇団おっ、ぺれった所属。
他には龍尺 千秋（りゅうじゃく ちあき）名義で、脚本家・劇作家・演出家として活動もしている。

## 出演作品

### テレビアニメ
2001年
- とっとこハム太郎（男の子C）

2002年
- ロックマンエグゼ（ギャラリー2）

### OVA
- さばくの宝の城（光男）

### 劇場アニメ
2000年
- ああっ女神さまっ

### ナレーション
- ホットファンタジーお台場[3]
- クイズ!ヘキサゴン[3]
- 携帯サイト「ミミブック」童話ナレーション「桃太郎」

### ラジオ番組
- セルフィッシュ（ラジオ高崎）※パーソナリティー

### 舞台
- 森の石松外伝3〜悪い野郎は石松だ!?〜（2007年11月3日〜11日、出演、本多劇場） - 一座座員 役
- プロジェクト×焼酎同盟「僕が山に登る理由」（2008年6月13日〜15日、作・演出・出演）
- おっ、ぺれった20周年記念公演「ちょっとノゾいてみてごらん2008」（2008年10月11日〜19日、演出助手・出演）
- 三ツ矢雄二プロデュース公演「憧れのスーザン・ボイル様〜ママさんコーラス奮闘記〜」（2009年9月26日〜30日、出演）
- おっ、ぺれった2009 竹田えりさん作曲デビュー♪35周年記念公演！「21世紀中年〜我が師の恩？〜」（2009年12月11日〜13日、演出助手）
- 歌と語りのライブ 辰巳浩之desperado feat.瀧沢千秋「山と海と太陽と」vol.1 〜あれも、これも、それも〜（2010年4月9日、ボーカル・作・演出）
- 劇団軌跡・客演「また逢おうと竜馬は言った」（2010年6月9日〜13日、出演）
- おっ、ぺれった不死鳥公演「おっぺけぺれった2011」（2011年2月5日〜13日、演出助手）
- おっ、ぺれった「還暦も山のにぎわい」(2015年9月3日〜6日、演出助手)

- おっ、ぺれった「浅草であさはか」(2017年1月4日〜9日、演出助手)

### イベント
- 「おジャ魔女どれみ」キャラクターショー　※春風どれみ 役
- 「明日のナージャ」キャラクターショー　※ナージャ 役
- 「ふたりはプリキュア」キャラクターショー　※雪城ほのか 役
- 「ナムコ・ナンジャタウン りらくの森」※フィールドキャンペーンMC
- 日本幼年教育研究会サマースクール　※オペレッタアシスタント

- アニメ・「ワンピース」ドームツアー 大阪・京セラドームのステージショー（2011年3月25日〜27日）※ダンサー
- 長崎・ハウステンボス サウザンドサニー号入港プレミアムショー（2011年4月1日〜3日）
- 長崎・ハウステンボス ワンピースイベント（2011年8月6日〜15日）※ダンサー

### ライブ
- 銀座・ルーブル「ざしきわらしーずライブ」（2011年10月2日）
- Something nice（2013年5月17日、ボーカル、高円寺・Studio K(1Fのスタジオ3)）[4]
- Something nice第二弾（2014年2月21日・22日、ボーカル＆脚本＆演出、高円寺・Studio K(1Fのスタジオ3)）[5]
- Something nice3(2015年5月29・30日、高円寺・Studio K)
- Something nice4(2016年6月25日、高円寺・Studio K)

## 作家・演出家としての活動

### 舞台
- シャルル・ド・おっ、ぺれった「真弓とえりの夢は夜開く〜同・級・生〜」(2009年3月22日、演出)

- 池袋ミュージカル学院・研究生公演「ある日の女性専用車」(2010年9月26日、脚本)
- 岡崎裕美、竹田えり、高附恵子、山野さと子出演のミュージカル「デュワッデュワッ幼稚園」(2011年9月19日、共同脚本、演出、吉祥寺スターパインズカフェ)
- サンリオピューロランド「バラエティ→でいこう！初笑いすぺしゃる」コメディショー「宇宙人がやってきた！？」(2012年1月28日・29日、脚本)

- 劇団岸野組「Basho〜伊賀隠密、芭蕉と曾良の放浪記〜」(2012年11月6日〜14日、脚本、本多劇場)
- サンリオピューロランド「バラエティ→でいこう！」(2012年6月〜2013年5月)
- 下北沢演劇祭「座敷じいじ」(2015年2月25日〜3月1日、脚本・演出、小劇場B1)
- 本多プロデュース「うたごえ喫茶、やってます！」(2016年11月30日〜12月4日、脚本・演出、シアター711)
- 劇団岸野組・幸プロジェクト「家族」(2017年1月11日〜15日、脚本、「劇」小劇場)

### ラジオ
- 青山二丁目劇場
- 大竹まことのゴールデンラジオ！